# Panorama pris d'un train en marche
Pour plus de détails, voir Fiche technique et Distribution.
Panorama pris d'un train en marche est un film de Georges Méliès sorti en 1898 au début du cinéma muet. C'est un court-métrage d'environ une minute.

## Synopsis
Comme son titre l'indique, ce film présente le panorama pris d'un train en marche, depuis le toit d'un wagon.